# Батунна
Бату́нна (рос. Батунная) — селище у складі Зоринського району Алтайського краю, Росія. Входить до складу Шпагинської сільської ради.

## Населення
Населення — 129 осіб (2010; 131 у 2002).
Національний склад (станом на 2002 рік):
- росіяни — 88 %